# Vengeance (2001)
Vengeance (2001) foi um evento de wrestling profissional em formato pay-per-view realizado pela World Wrestling Federation (WWF). Aconteceu no dia 9 de dezembro de 2001 no San Diego Sports Arena em San Diego, Califórnia. Esta foi a primeira edição da cronologia do Vengeance.
A atração principal do evento foi o torneio de três lutas para a unificação de campeonatos. O World Championship (antes WCW Championship) e o WWF Championship. O World Championship foi abandonado e unificado com o WWF Championship. A unificação do título se tornou popular pelo nome Undisputed WWF Championship. Steve Austin ganhou de Kurt Angle para permanecer com o WWF Championship, enquanto Jericho venceu The Rock para vencer o World Championship. Jericho na luta final, ganhou de Austin e venceu o torneio, sendo assim, o primeiro Undisputed Champion na história do wrestling profissional.

## Resultados
| #                              | Lutas                                                                                  | Estipulação                                                                     | Tempo |
| ------------------------------ | -------------------------------------------------------------------------------------- | ------------------------------------------------------------------------------- | ----- |
| Sunday Night Heat              | The APA (Bradshaw e Faarooq) derrotaram Billy e Chuck.                                 | Tag Team match                                                                  | 06:20 |
| 1                              | Scotty 2 Hotty e Albert derrotaram Christian e Test                                    | Tag Team match                                                                  | 06:20 |
| 2                              | Edge (c) derrotou William Regal                                                        | Singles match pelo WWF Intercontinental Championship                            | 09:06 |
| 3                              | Jeff Hardy derrotou Matt Hardy                                                         | Singles match com Lita como árbitra especial                                    | 12:32 |
| 4                              | The Dudley Boyz (Bubba Ray e D-Von) (c) (com Stacy Keibler) derrotaram Big Show e Kane | Tag Team match pelo WWF Tag Team Championship                                   | 06:49 |
| 5                              | The Undertaker derrotou Rob Van Dam (c)                                                | Singles match pelo WWF Hardcore Championship                                    | 11:04 |
| 6                              | Trish Stratus (c) derrotou Jacqueline                                                  | Singles match pelo WWF Women's Championship                                     | 03:26 |
| 7                              | Steve Austin (c) derrotou Kurt Angle                                                   | Singles match pelo WWF Championship                                             | 15:01 |
| 8                              | Chris Jericho derrotou The Rock (c)                                                    | Singles match pelo World Championship                                           | 19:05 |
| 9                              | Chris Jericho derrotou Steve Austin                                                    | Title Unification match para unificar o World Championship e o WWF Championship | 12:31 |
| (c) - Campeão(s) antes da luta |                                                                                        |                                                                                 |       |

## Ligações Externas
- «Sítio oficial»